# China Open 2013
China Open 2013 byl společný tenisový turnaj mužského okruhu ATP World Tour a ženského okruhu WTA Tour, hraný v Národním tenisovém centru na otevřených dvorcích s tvrdým povrchem. Konal se mezi 22. zářím až 6. říjnem 2013 v čínské metropoli Pekingu jako 15. ročník mužského a 17. ročník ženského turnaje.
Mužská polovina se řadila do třetí nejvyšší kategorie okruhu ATP World Tour 500 a její dotace činila 3 566 050 dolarů. Ženská část měla rozpočet 5 185 625 dolarů a po Grand Slamu byla součástí druhé nejvyšší úrovně okruhu WTA Premier Mandatory.
Mužskou dvouhru počtvrté opanovala úřadující světová jednička Novak Djoković. Přesto srbský hráč ztratil pozici lídra světové klasifikace. Španělovi finálová účast přinesla 300 bodů, když žádné z nich neobhajoval. Djoković strávil od 5. listopadu 2012 na čele nepřetržitě 48 týdnů, což v době ukončení, znamenalo 14. nejdelší období, jež spolusdílel s Rogerem Federerem. K 7. září 2013 setrval na čele světové klasifikace celkově 101 týdnů, což historicky představovalo 8. místo, o které se dělil s Američanem Andrem Agassim. V probíhající sezóně si Djoković připsal čtvrté turnajové vítězství a úhrnem 38. singlový titul kariéry. Nadal se na „tenisový trůn“ vrátil potřetí v kariéře a poprvé od 3. července 2011. Navázal tak na 102 týdnů, které do 7. října 2013 strávil na pozici světové jedničky.
Ženskou dvouhru vyhrála americká světová jednička Serena Williamsová a po titulech z Miami a Madridu, triumfovala na třetím ze čtyř turnajů druhé nejvyšší kategorie Premier Mandatory.

## Distribuce bodů a finančních odměn

### Distribuce bodů
| Soutěž         | Vítězové | F   | SF  | ČF  | 16 v kole | 32 v kole | 64 v kole | Q  | Q2 | Q1 |
| -------------- | -------- | --- | --- | --- | --------- | --------- | --------- | -- | -- | -- |
| dvouhra mužů   | 500      | 300 | 180 | 90  | 45        | 0         |           | 20 | 10 | 0  |
| mužská čtyřhra | 500      | 300 | 180 | 90  | 0         |           |           |    |    |    |
| ženská dvouhra | 1000     | 700 | 450 | 250 | 140       | 80        | 5         | 30 | 20 | 1  |
| ženská čtyřhra | 1000     | 700 | 450 | 250 | 140       | 5         |           |    |    |    |

### Finanční odměny
| Soutěž         | Vítězové | Finále   | Semifinále | Čtvrtfinále | 16 v kole | 32 v kole | 64 v kole | Q2     | Q1     |
| -------------- | -------- | -------- | ---------- | ----------- | --------- | --------- | --------- | ------ | ------ |
| mužská dvouhra | $557 100 | $251 165 | $118 975   | $57 410     | $29 270   | $16 100   |           | $1 815 | $1 000 |
| mužská čtyřhra | $164 580 | $74 250  | $35 000    | $16 920     | $8 690    |           |           |        |        |
| ženská dvouhra | $860 000 | $430 365 | $210 000   | $100 900    | $48 550   | $23 500   | $13 500   | $3 600 | $2 100 |
| ženská čtyřhra | $291 000 | $146 000 | $65 000    | $30 000     | $14 000   | $6 500    |           |        |        |

## Dvouhra mužů

### Nasazení
| Stát          | Hráč               | ATP1) | Nasazení |
| ------------- | ------------------ | ----- | -------- |
| Srbsko        | Novak Djoković     | 1.    | 1.       |
| Španělsko     | Rafael Nadal       | 2.    | 2.       |
| Španělsko     | David Ferrer       | 4.    | 3.       |
| Česko         | Tomáš Berdych      | 6.    | 4.       |
| Francie       | Richard Gasquet    | 9.    | 5.       |
| Švýcarsko     | Stanislas Wawrinka | 10.   | 6.       |
| Německo       | Tommy Haas         | 13.   | 7.       |
| Spojené státy | John Isner         | 16.   | 8.       |

- 1) Žebříček ATP k 23. září 2013.

### Jiné formy účasti
Následující hráčí obdrželi divokou kartu do hlavní soutěže:
- Lleyton Hewitt
- Wu Ti
- Čang Ce

Následující hráči postoupili z kvalifikace:
- Roberto Bautista-Agut
- Somdev Devvarman
- Santiago Giraldo
- Lu Jan-sun

### Odhlášení
před zahájením turnaje
- Marin Čilić
- Ernests Gulbis
- Jerzy Janowicz
- Martin Kližan

v průběhu turnaje
- Nikolaj Davyděnko (poranění pravého zápěstí)

## Mužská čtyřhra

### Nasazení
| Stát     | Hráč             | Stát       | Hráč              | ATP1 | Nasazení |
| -------- | ---------------- | ---------- | ----------------- | ---- | -------- |
| Kanada   | Daniel Nestor    | Indie      | Leander Paes      | 19.  | 1.       |
| Indie    | Maheš Bhúpatí    | Švédsko    | Robert Lindstedt  | 28.  | 2.       |
| Pákistán | Ajsám Kúreší     | Nizozemsko | Jean-Julien Rojer | 29.  | 3.       |
| Francie  | Julien Benneteau | Srbsko     | Nenad Zimonjić    | 36.  | 4.       |

- 1 Žebříček ATP k 23. září 2013; číslo je součtem žebříčkového postavení obou členů páru.

### Jiné formy účasti
Následující páry obdržely divokou kartu do hlavní soutěže:
- Kung Mao-sin /  Li Če
- Lu Jan-sun /  Wu Ti

## Ženská dvouhra

### Nasazení
| Stát          | Hráčka                    | WTA1) | Nasazení |
| ------------- | ------------------------- | ----- | -------- |
| Spojené státy | Serena Williamsová        | 1.    | 1.       |
| Bělorusko     | Viktoria Azarenková       | 2.    | 2.       |
| Polsko        | Agnieszka Radwańská       | 4.    | 3.       |
| Čína          | Li Na                     | 5.    | 4.       |
| Itálie        | Sara Erraniová            | 6.    | 5.       |
| Dánsko        | Caroline Wozniacká        | 8.    | 6.       |
| Německo       | Angelique Kerberová       | 9.    | 7.       |
| Srbsko        | Jelena Jankovićová        | 10.   | 8.       |
| Česko         | Petra Kvitová             | 11.   | 9.       |
| Itálie        | Roberta Vinciová          | 12.   | 10.      |
| Spojené státy | Sloane Stephensová        | 13.   | 11.      |
| Španělsko     | Carla Suárezová Navarrová | 14.   | 12.      |
| Německo       | Sabine Lisická            | 15.   | 13.      |
| Srbsko        | Ana Ivanovićová           | 16.   | 14.      |
| Austrálie     | Samantha Stosurová        | 17.   | 15.      |
| Rumunsko      | Simona Halepová           | 18.   | 16.      |

- 1) Žebříček WTA k 23. září 2013.

### Jiné formy účasti
Následující hráčky obdržely divokou kartu do hlavní soutěže:
- Francesca Schiavoneová
- Heather Watsonová
- Čang Šuaj
- Čeng Ťie

Následující hráčky postoupily z kvalifikace:
- Eugenie Bouchardová
- Lauren Davisová
- Misaki Doiová
- Sharon Fichmanová
- Polona Hercogová
- Chanelle Scheepersová
- Sílvia Solerová Espinosová
- Galina Voskobojevová

### Odhlášení
před zahájením turnaje
- Marion Bartoliová (ukončení kariéry)
- Jamie Hamptonová (poranění levého hlezna)
- Jekatěrina Makarovová
- Romina Oprandiová
- Naděžda Petrovová (poranění levého kyčle)
- Maria Šarapovová (poranění pravého ramena)

### Skrečování
- Alizé Cornetová (poranění zad)

## Ženská čtyřhra

### Nasazení
| Stát          | Hráčka                  | Stát          | Hráčka                | WTA1 | Nasazení |
| ------------- | ----------------------- | ------------- | --------------------- | ---- | -------- |
| Itálie        | Sara Erraniová          | Itálie        | Roberta Vinciová      | 2.   | 1.       |
| Tchaj-wan     | Sie Šu-wej              | Čína          | Pcheng Šuaj           | 18.  | 2.       |
| Austrálie     | Ashleigh Bartyová       | Austrálie     | Casey Dellacquová     | 23   | 3        |
| Srbsko        | Jelena Jankovićová      | Slovinsko     | Katarina Srebotniková | 26.  | 4.       |
| Německo       | Anna-Lena Grönefeldová  | Česko         | Květa Peschkeová      | 27.  | 5.       |
| Spojené státy | Raquel Kopsová-Jonesová | Spojené státy | Abigail Spearsová     | 34.  | 6.       |
| Nový Zéland   | Marina Erakovicová      | Rusko         | Jelena Vesninová      | 35.  | 7.       |
| Zimbabwe      | Cara Blacková           | Indie         | Sania Mirzaová        | 39.  | 8.       |

- 1 Žebříček WTA k 23. září 2013; číslo je součtem žebříčkového postavení obou členek páru.

### Jiné formy účasti
Následující páry obdržely divokou kartu do hlavní soutěže:
- Světlana Kuzněcovová /  Samantha Stosurová
- Jaroslava Švedovová /  Čang Šuaj
- C'-jüe Sunová /  Čang Jü-süan
- Serena Williamsová /  Venus Williamsová

Následující pár nastoupil do soutěže z pozice náhradníka:
- Sílvia Solerová Espinosová /  Carla Suárezová Navarrová

## Přehled finále

### Mužská dvouhra
- Novak Djoković vs.  Rafael Nadal, 6–3, 6–4

### Ženská dvouhra
- Serena Williamsová vs.  Jelena Jankovićová, 6–2, 6–2

### Mužská čtyřhra
- Max Mirnyj /  Horia Tecău vs.  Fabio Fognini /  Andreas Seppi, 6–4, 6–2

### Ženská čtyřhra
- Cara Blacková /  Sania Mirzaová vs.  Věra Duševinová /  Arantxa Parraová Santonjaová, 6–2, 6–2